# Семичаевская
Семичаевская — деревня в Тарногском районе Вологодской области.
Входит в состав Верховского сельского поселения, с точки зрения административно-территориального деления — в Верховский сельсовет.
Расстояние по автодороге до районного центра Тарногского Городка — 39 км, до центра муниципального образования Верховского Погоста — 11,5 км. Ближайшие населённые пункты — Каплинская, Квашнинская, Дуброва.
По переписи 2002 года население — 6 человек.